# Illa (Cameroun)
Pour les articles homonymes, voir Illa.
Illa est un village camerounais de la région de l'Est. Il se situe dans le département de Lom-et-Djérem et il dépend de la commune de Garoua-Boulaï et du canton de Gbaya-Doka.

## Population
D'après le recensement de 2005, Illa comptait 856 habitants. Il en compte 350 en 2011, dont 158 jeunes de moins de 16 ans et 59 enfants de moins de 5 ans. 

## Infrastructures
Le plan communal de développement de Garoua-Boulaï prévoyait en 2011 la construction au sein de l'école d'Illa de quatre salles de classe, ainsi que d'un bloc de latrines. Le plan précise aussi la construction d'une route en terre entre Illa et Nanamoya (10 km) et Gbakombo (10 km), ainsi qu'un pont entre Illa et Gado-Badzere.